# 後平駅
後平駅（うしろたいえき）は、かつて青森県上北郡天間林村（現・七戸町）後平にあった、南部縦貫鉄道南部縦貫鉄道線の駅である。

## 歴史
- 1963年（昭和38年）4月1日：千曳駅（後の西千曳駅） - 坪駅間に開業。
- 1997年（平成9年）5月6日：南部縦貫鉄道線休止とともに休止。
- 2002年（平成14年）8月1日：南部縦貫鉄道線廃止とともに廃駅。

## 駅構造
単式ホーム1面1線の地上駅で、無人駅。

## 駅周辺
- みちのく有料道路
- 天間ダム（高瀬川水系坪川）

## 現状
路線廃止後に線路・待合所などは撤去されたが、ホーム・路盤が残っている。

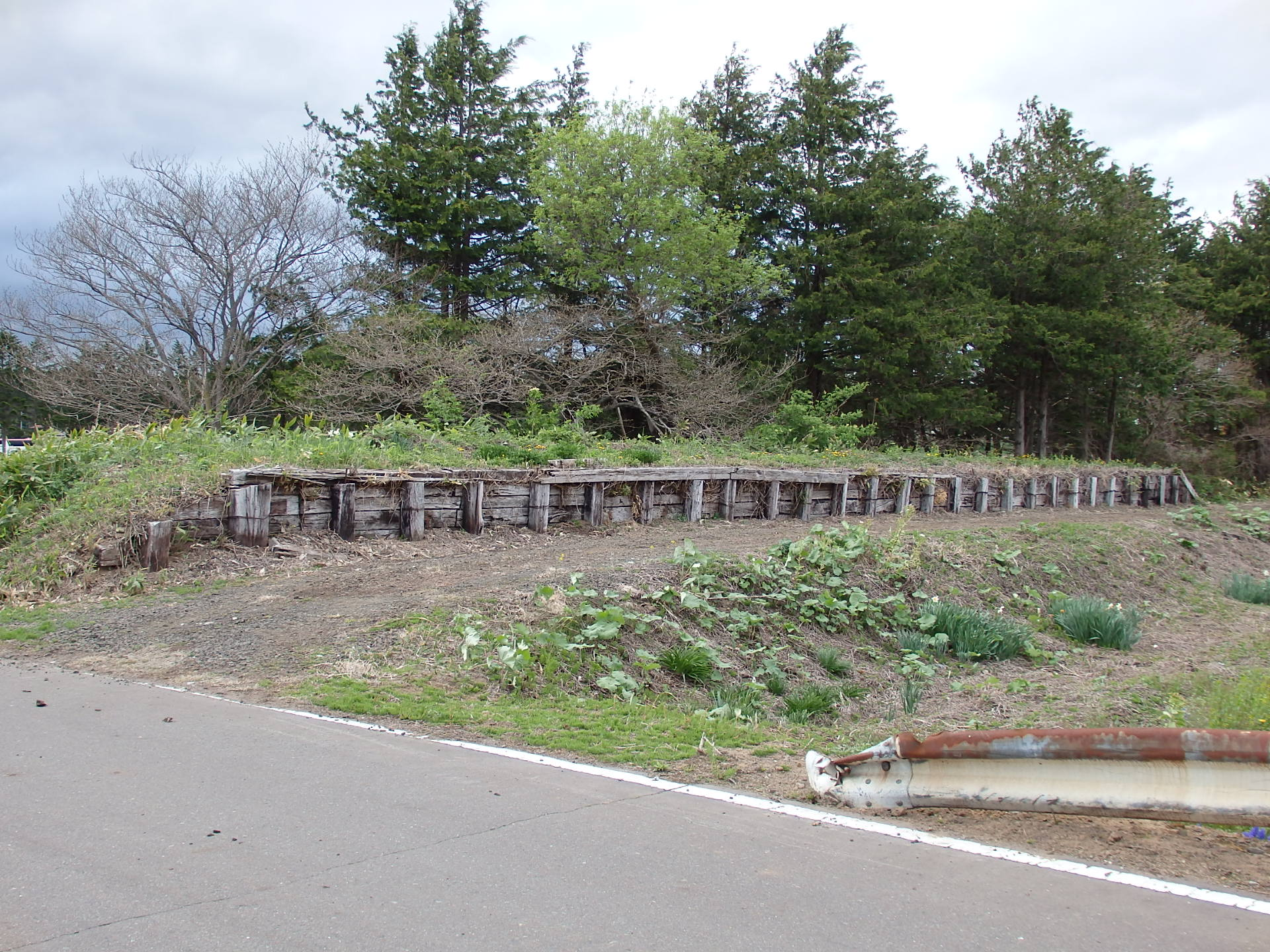
駅跡（2016年5月）

## 隣の駅
南部縦貫鉄道
南部縦貫鉄道線
西千曳駅 - 後平駅 - 坪駅